# Classe Hauk
La classe Hauk (Falco) è una classe di vedette prodotte in Norvegia. Questa classe è stata progettata come sviluppo della classe Storm e della classe Snøgg. Il progettista delle Hauk fu l'allora tenente, poi capitano, Harald Henriksen. Con le 14 unità realizzate venne formata la Flottiglia costiera da combattimento, il cui scopo era quello di proteggere la frastagliata linea costiera della Norvegia.
Le unità sono state costantemente aggiornate ed oggi sono conosciute come Super Hauk. Quattro di queste unità sono state dislocate dalla Reale Marina Norvegese nello stretto di Gibilterra e prendono parte alle operazioni di controllo antiterrorismo.
Al fine di permettere a queste unità di operare con le moderne vedette della classe Skjold  sono stati aggiunti un sistema ricevente Link 11 e un sistema di combattimento Senit 8 mentre sono stati modernizzati il sistema di navigazione ed i missili Penguin.
Unità realizzate:
- Hauk (P986)
- Ørn (P987)
- Terne (P988)
- Tjeld (P989)
- Skarv (P990)
- Teist (P991)
- Jo (P992)
- Lom (P993)
- Stegg (P994)
- Falk (P995)
- Ravn (P996)
- Gribb (P997)
- Geir (P998)
- Erle (P999)